# Panoz Roadster AIV

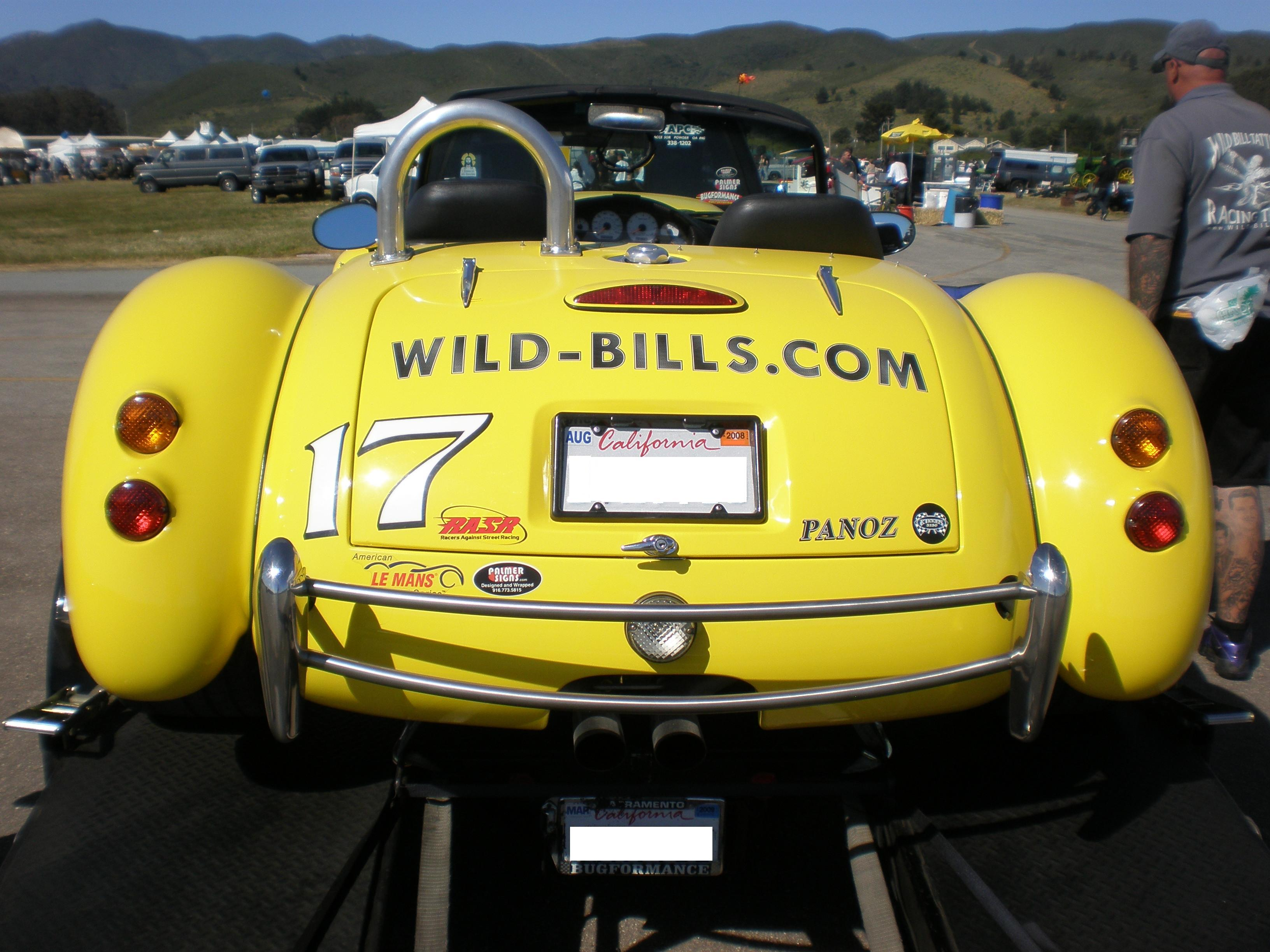
Panoz Roadster AIV - tył pojazdu

Panoz Roadster AIV – samochód sportowy skonstruowany w 1996, a następnie produkowany w latach 1996-2000 przez firmę Panoz. Jest następcą modelu Roadster. Zastosowano w nim silnik V8 4,6 l o mocy 305 KM, co zaowocowało wzrostem prędkości maksymalnej do 225 km/h. Następcą został Panoz Esperante, a poprzednikiem Panoz Roadster. Karoserię i nadwozie roadster pojazdu wykonano z aluminium. 

## Dane techniczne

### Silnik
- V8 4,6 l, 32 zawory (32V) DOHC Ford
- Układ zasilania: wtrysk
- Średnica cylindra × skok tłoka: 90.20 mm × 90.00 mm
- Stopień sprężania: 9,85:1
- Maksymalny moment obrotowy: 407 Nm przy 4800 obr./min
- Moc maksymalna: 305 KM przy 5800 obr./min

### Osiągi
- Prędkość maksymalna: 225 km/h
- Przyspieszenie 0-100 km/h : 4,3 s
- Stosunek mocy do masy: 261,58 KM/tona